# Brudirect.com
BruDirect ist eine tägliche Online-Zeitung aus Brunei, die 1999 gegründet wurde. Die Zeitung wurde vom bruneiischen Journalisten Ignatius Stephen gegründet und wird sowohl in malaiischer als auch in englischer Sprache veröffentlicht.